# 布朗嶺
83°38′S 55°6′W / 83.633°S 55.100°W
布朗嶺（英語：Brown Ridge）是南極洲的山嶺，位於伊利沙伯女皇地，屬於彭薩科拉山脈中尼普頓山脈的一部分，全長6公里，根據美國地質調查局的測量和美國海軍的空中照片被繪入地圖。